# ンダラタンド
ンダラタンド（ポルトガル語: N'dalatando）はアンゴラの都市である。クアンザ・ノルテ州の州都である。

## 交通

### 道路
- 国道230号線 (アンゴラ)（ポルトガル語版）（EN-230）
- 国道120号線 (アンゴラ)（ポルトガル語版）（EN-120）トランス・アフリカ・ハイウェイの3号線

### 鉄道
- ルアンダ鉄道（英語版）

### 空港
- ンダラタンド空港（英語版）